# آرثر روبنسون
آرثر روبنسون (بالإنجليزية: Arthur H. Robinson)‏ (و. 1915 – 2004 م) هو جغرافي، ورسام الخرائط، وأستاذ جامعي، من الولايات المتحدة الأمريكية، ولد في مونتريال، توفي في ماديسون، ويسكنسن، عن عمر يناهز 89 عاماً.

## التعليم
تعلم في جامعة ويسكونسن-ماديسون، وجامعة ولاية أوهايو.

## جوائز
حصل على جوائز منها:
- زمالة غوغنهايم.
- وسام الاستحقاق الأمريكي برتبة فيلق.